# Ясеница (регион)
Ясеница е географски регион по поречието на едноименната река Ясеница - най-дългия и пълноводен (ляв) приток на Велика Морава.
Сред градските центрове в региона са Велика Плана и Смедеревска паланка.
Ясеница се простира от извора си Теферич  в планината Рудник до Дунава. В този район се разиграват повечето от събитията по времето на т.нар. първо въстание в Белградския пашалък. Тук над Топола се намира хълма Опленац с църквата „Свети Георги“.
По горна Ясеница се говори шумадийски говор, а в долна Ясеница след Топола - ресавски говор, характерен за Поморавието. 